# Simeone Tagliavia d'Aragonia
Simeone Tagliavia d'Aragonia (Castelo Veziano, 20 de maio de 1550 - Roma, 20 de maio de 1604) foi um cardeal do século XVII

## Biografia
Nasceu em Castelo Veziano em 20 de maio de 1550, feudo de sua família, diocese de Mazzara, Sicília. Filho de Carlo Tagliavia d'Aragona, duque de Terranova, príncipe de Castelvetrano, vice-rei da Sicília e Catalunha, e Margherita Ventimiglia. Sobrinho-neto do cardeal Pietro Tagliavia d'Aragonia (1553). Seu sobrenome também está listado como Aragon e Aragona.
Estudou na Universidade de Alcalá de Henares, onde obteve o doutorado em teologia e filosofia..
Aos 17 anos foi para a Espanha e lá estudou. Abade..
Criado cardeal diácono no consistório de 12 de dezembro de 1583. Não participou do conclave de 1585, que elegeu o Papa Sisto V. Recebeu o barrete vermelho e o diaconato de S. Maria degli Angeli, em 20 de maio, 1585. Vice-protetor da Espanha perante a Santa Sé, maio de 1585. Participou do Participou do Conclave de setembro de 1590, que elegeu o Papa Urbano VII. Participou do Conclave do outono de 1590, que elegeu o papa Gregório XIV. Participou do conclave de 1591, que elegeu o Papa Inocêncio IX. Participou do conclave de 1592, que elegeu o Papa Clemente VIII. Optou pelo título de S. Anastasia, 9 de dezembro de 1592. Optou pelo título de S. Girolamo degli Schiavoni, 18 de agosto de 1597. Optou pelo título de S. Prassede, 21 de fevereiro de 1600. Optou pelo título de S .Lorenzo em Lucina, 30 de agosto de 1600. Cardeal protoprete . Autor de Constitutiones pro cleri et populi reformatione ; Sermones sacri in synodis habiti ; e Explanatio nonullorum decretorum pontificium ..
Optou pela ordem dos cardeais bispos e pela sé suburbicária de Albano, em 17 de junho de 1602. Consagrada, 1602, 21 de julho de 1602, basílica patriarcal de Latrão, Roma, pelo Papa Clemente VIII, assistido pelo Cardeal Girolamo Bernerio e pelo Cardeal Camillo Borghese. Optou pela sede suburbicária de Sabina, em 19 de fevereiro de 1603..
Morreu em Roma em 20 de maio de 1604. Enterrado na igreja jesuíta de Gesù, Roma..